# Liste der Kulturdenkmale in Leinefelde-Worbis
Die Liste der Kulturdenkmale in Leinefelde-Worbis umfasst die als Ensembles, Straßenzüge und Einzeldenkmale erfassten Kulturdenkmale in der thüringischen Stadt Leinefelde-Worbis und ihrer Ortsteile.

## Legende
- Bild: zeigt ein Bild des Kulturdenkmals und gegebenenfalls einen Link zu weiteren Fotos des Kulturdenkmals im Medienarchiv Wikimedia Commons
- Bezeichnung: Name, Bezeichnung oder die Art des Kulturdenkmals
- Lage: Wenn vorhanden Straßenname und Hausnummer des Kulturdenkmals; Grundsortierung der Liste erfolgt nach dieser Adresse. Der Link Karte führt zu verschiedenen Kartendarstellungen und nennt die Koordinaten des Kulturdenkmals.
 Kartenansicht, um Koordinaten zu setzen – in dieser Kartenansicht sind Kulturdenkmale ohne Koordinaten mit einem roten bzw. orangen Marker dargestellt und können in der Karte gesetzt werden. Kulturdenkmale ohne Bild sind mit einem blauen bzw. roten Marker gekennzeichnet, Kulturdenkmale mit Bild mit einem grünen bzw. orangen Marker.
- Datierung: gibt das Jahr der Fertigstellung beziehungsweise das Datum der Erstnennung oder den Zeitraum der Errichtung an
- Beschreibung: bauliche und geschichtliche Einzelheiten des Kulturdenkmals, vorzugsweise die Denkmaleigenschaften
- ID: Die ID identifiziert das Kulturdenkmal eindeutig. In Thüringen sind aktuell keine IDs veröffentlicht. In der ID-Spalte kann sich auch folgendes Icon  befinden, dies führt zu Angaben zu diesem Kulturdenkmal bei Wikidata.

## Beuren
| Bild                           | Bezeichnung                                                                      | Lage                                                            | Datierung | Beschreibung | ID |
| ------------------------------ | -------------------------------------------------------------------------------- | --------------------------------------------------------------- | --------- | ------------ | -- |
| BW                             | Denkmalensemble „Historischer Ortskern Beuren“                                   | Beuren (Karte)                                                  |           |              |    |
| weitere Bilder Fotos hochladen | Römisch-katholische Filialkirche „St. Pankratius“ mit künstlerischer Ausstattung | Beuren, Marktstraße 1, Fl. 7, Flst. 36 (Karte)                  |           |              |    |
| Fotos hochladen                | ehemalige Klosterkirche „St. Andreas“ mit künstlerischer Ausstattung             | Beuren, Klosterstraße 42, Fl. 2, Flst. 940/2 (Karte)            |           |              |    |
| weitere Bilder Fotos hochladen | ehemaliges Zisterzienserinnenkloster                                             | Beuren, Klosterstraße 42 (Karte)                                | 1200      |              |    |
| Fotos hochladen                | Stationsweg mit Kapelle                                                          | Beuren, Sportplatz, Fl. 2, Flst. 801 (Karte)                    | 1867      |              |    |
| BW                             | Bildstock                                                                        | Beuren, Sportplatz, Fl. 2, Flst. 801 (Karte)                    |           |              |    |
| BW                             | Bildstock                                                                        | Beuren, Birkunger Weg, Fl. 2, Flst. 806 (Karte)                 |           |              |    |
| Fotos hochladen                | Kruzifix                                                                         | Beuren, Klosterstraße, Fl. 2, Flst. 1488/826 (Karte)            |           |              |    |
| BW                             | Kruzifix                                                                         | Beuren, Weidengraben, Fl. 2, Flst. 821 (Karte)                  |           |              |    |
| Fotos hochladen                | Angerborn, Angerbrunnen                                                          | Beuren, Marktstraße (Karte)                                     |           |              |    |
| BW                             | Wohnhaus                                                                         | Beuren, Halle-Kasseler-Straße 12, Fl. 5, Flst. 1153/133 (Karte) |           |              |    |
| weitere Bilder Fotos hochladen | Gasthaus „Zum Burgtor“ mit Saal                                                  | Beuren, Halle-Kasseler-Straße 13, Fl. 5, Flst. 133/6 (Karte)    |           |              |    |
| BW                             | Wohnhaus                                                                         | Beuren, Hirtengasse 5, Fl. 7, Flst. 29/1 (Karte)                |           |              |    |
| BW                             | Wohnhaus mit Nebengebäude                                                        | Beuren, Hirtengasse 10, Fl. 7, Flst. 112/2 (Karte)              |           |              |    |
| BW                             | Wohnhaus                                                                         | Beuren, Klosterstraße 1, Fl. 2, Flst. 1486/791 (Karte)          |           |              |    |
| BW                             | Wohnhaus                                                                         | Beuren, Marktstraße 2, Fl. 7, Flst. 37 (Karte)                  |           |              |    |
| BW                             | Wohnhaus                                                                         | Beuren, Marktstraße 3, Fl. 7, Flst. 279/98 (Karte)              |           |              |    |
| BW                             | Wohnhaus                                                                         | Beuren, Marktstraße 16, Fl. 7, Flst. 277/51 (Karte)             |           |              |    |
| BW                             | Wohnhaus                                                                         | Beuren, Marktstraße 17, Fl. 7, Flst. 333/90 (Karte)             |           |              |    |
| BW                             | Wohnhaus                                                                         | Beuren, Marktstraße 22, Fl. 7, Flst. 57 (Karte)                 |           |              |    |
| BW                             | Wohnhaus                                                                         | Beuren, Marktstraße 27, Fl. 7, Flst. 85 (Karte)                 |           |              |    |
| BW                             | Hofanlage                                                                        | Beuren, Marktstraße 30, Fl. 7, Flst. 64/1 (Karte)               |           |              |    |
| BW                             | Wohnhaus mit straßenbegleitendem Nebengebäude                                    | Beuren, Obergasse 3, Fl. 7, Flst. 217/136 (Karte)               |           |              |    |
| BW                             | Wohnhaus                                                                         | Beuren, Teichstraße 6, Fl. 7, Flst. 25/2 (Karte)                |           |              |    |
| weitere Bilder Fotos hochladen | ehemaliger Zollwartturm auf dem ehemaligen Friedhof                              | Beuren, Turmstraße, Fl. 7, Flst. 160 (Karte)                    |           |              |    |
| BW                             | Wohnhaus                                                                         | Beuren, Turmstraße 5, Fl. 7, Flst. 135 (Karte)                  |           |              |    |
| BW                             | Wohnhaus                                                                         | Beuren, Turmstraße 11, Fl. 7, Flst. 103/5 (Karte)               |           |              |    |
| BW                             | Wohnhaus                                                                         | Beuren, Turmstraße 13, Fl. 7, Flst. 102/3 (Karte)               |           |              |    |
| BW                             | Wohnhaus                                                                         | Beuren, Turmstraße 19, Fl. 7, Flst. 289/40 (Karte)              |           |              |    |
| BW                             | Pfarrhaus                                                                        | Beuren, Turmstraße 24, Fl. 7, Flst. 19/4 (Karte)                |           |              |    |
| BW                             | Wohnhaus                                                                         | Beuren, Turmstraße 26, Fl. 7, Flst. 23 (Karte)                  |           |              |    |
| weitere Bilder Fotos hochladen | Burg Scharfenstein                                                               | Beuren, Fl. 8, Flst.e 20, 21 (Karte)                            | 1209      |              |    |

## Birkungen
| Bild                           | Bezeichnung | Lage                                                      | Datierung | Beschreibung | ID |
| ------------------------------ | --- | --------------------------------------------------------- | --------- | ------------ | -- |
| weitere Bilder Fotos hochladen | Römisch-katholische Filialkirche „St. Johannes der Täufer“ mit künstlerischer Ausstattung und Kirchhof mit Kruzifix | Birkungen, Bei der Kirche, Fl. 14, Flst. 113 (Karte)      |           |              |    |
| weitere Bilder Fotos hochladen | Stationsweg mit Kapelle und Grotten                                                                                 | Birkungen, Fl. 10, Flst. 157/1 (Karte)                    |           |              |    |
| BW                             | Kapelle | Birkungen, Klüschen Obertor, Fl. 9, Flst. 774/203 (Karte) |           |              |    |
| BW                             | Pfarrhof | Birkungen, Bei der Kirche 5, Fl. 7, Flst. 240/5 (Karte)   |           |              |    |
| BW                             | Wohnhaus (ehemalige alte Schmiede)                                                                                  | Birkungen, Bei der Kirche 16, Fl. 14, Flst. 108/1 (Karte) |           |              |    |
| BW                             | Hofanlage | Birkungen, Bei der Kirche 20, Fl. 14, Flst. 111 (Karte)   |           |              |    |
| BW                             | ehemalige Schmiede, Wohnhaus, Torfahrt und Nebengebäude (Schmiede)                                                  | Birkungen, Johannesstraße 18, Fl. 9, Flst. 169/1 (Karte)  |           |              |    |
| BW                             | Torhaus | Birkungen, Johannesstraße 41, Fl. 8, Flst. 82/3 (Karte)   |           |              |    |
| BW                             | Wohnhaus | Birkungen, Stiegstraße 2, Fl. 8, Flst. 144 (Karte)        |           |              |    |

## Breitenbach
| Bild                           | Bezeichnung | Lage                                                                                   | Datierung | Beschreibung | ID |
| ------------------------------ | --- | -------------------------------------------------------------------------------------- | --------- | ------------ | -- |
| weitere Bilder Fotos hochladen | Römisch-katholische Filialkirche „St. Margaretha“ mit künstlerischer Ausstattung, Kirchhof mit Kruzifix, Stationsweg und Einfriedung | Breitenbach, Pfarrgasse, Fl. 9, Flst. 201/109 (Karte)                                  |           |              |    |
| BW                             | Kruzifix | Breitenbach, Worbiser Str. 59, Ortsausgang Richtung Worbis, Fl. 4, Flst. 326/5 (Karte) |           |              |    |
| BW                             | Wohnhaus | Breitenbach, Estrich 7, Fl. 9, Flst. 90 (Karte)                                        |           |              |    |
| Fotos hochladen                | Hofanlage | Breitenbach, Worbiser Straße 7, Fl. 7, Flst. 82 (Karte)                                |           |              |    |
| BW                             | ehemalige Schule | Breitenbach, Worbiser Straße 13, Fl. 9, Flst. 200/101 (Karte)                          |           |              |    |
| BW                             | Wohnhaus mit Torfahrt | Breitenbach, Kleine Gasse 2, Fl. 8, Flst. 98 (Karte)                                   |           |              |    |
| BW                             | Wohnhaus | Breitenbach, Kleine Gasse 27, Fl. 7, Flst. 72 (Karte)                                  |           |              |    |
| BW                             | Wohnhaus mit Torfahrt | Breitenbach, Kleine Gasse 37, Fl. 7, Flst. 312/64 (Karte)                              |           |              |    |
| BW                             | Wohnhaus | Breitenbach, Otto-Reutter-Straße 5, Fl. 7, Flst. 133/7 (Karte)                         |           |              |    |
| BW                             | Wohnhaus | Breitenbach, Otto-Reutter-Straße 19, Fl. 7, Flst. 162/2 (Karte)                        |           |              |    |
| BW                             | Wohnhaus mit Scheune | Breitenbach, Pfarrgasse 2, Fl. 8, Flst. 219/57 (Karte)                                 |           |              |    |
| BW                             | Wohnhaus mit Torhaus | Breitenbach, Pfarrgasse 7, Fl. 8, Flst. 230/96 (Karte)                                 |           |              |    |

## Breitenholz
| Bild                                    | Bezeichnung                                                                                              | Lage                                                                 | Datierung | Beschreibung | ID |
| --------------------------------------- | --- | -------------------------------------------------------------------- | --------- | ------------ | -- |
| Fotos hochladen                         | Denkmalensemble „Historischer Ortskern Breitenholz“                                                      | Breitenholz, Hauptstraße (Karte)                                     |           |              |    |
| weitere Bilder Fotos hochladen          | Katholische Pfarrkirche „St. Mariä Heimsuchung“ mit künstlerischer Ausstattung und Kirchhof mit Kruzifix | Breitenholz, Hauptstraße, Fl. 1, Flst. 198/39 (Karte)                |           |              |    |
| Direkt Bild zu diesem Denkmal hochladen | Klus | Breitenholz, Ortsausgang Richtung Worbis                             |           |              |    |
| Direkt Bild zu diesem Denkmal hochladen | Bildstock                                                                                                | Breitenholz, Ortsausgang Richtung Hausen                             |           |              |    |
| weitere Bilder Fotos hochladen          | Anger mit Angerlinde und Angertisch                                                                      | Breitenholz, Hauptstraße, Fl. 1, Flst. 190/39 (Karte)                |           |              |    |
| BW                                      | Wohnhaus                                                                                                 | Breitenholz, Hauptstraße 16, Fl. 1, Flst. 303/11 (Karte)             |           |              |    |
| BW                                      | ehemalige Schule                                                                                         | Breitenholz, Hauptstraße 20, Fl. 1, Flst. 301/7 (Karte)              |           |              |    |
| BW                                      | ehemalige Alte Schule                                                                                    | Breitenholz, Hauptstraße 35, Fl. 1, Flst. 174/18 (Karte)             |           | Bürgerhaus   |    |
| BW                                      | Wohnhaus                                                                                                 | Breitenholz, Hauptstraße 36, Fl. 1, Flst. 198/128 (Karte)            |           |              |    |
| BW                                      | Wohnhaus                                                                                                 | Breitenholz, Hauptstraße 39, Fl. 1, Flst. 196/67 (Karte)             |           |              |    |
| BW                                      | Wohnhaus                                                                                                 | Breitenholz, Hauptstraße 46, Fl. 1, Flst. 198/135 (Karte)            |           |              |    |
| BW                                      | Wohnhaus                                                                                                 | Breitenholz, Hauptstraße 50, Fl. 1, Flst. 198/49 (Karte)             |           |              |    |
| BW                                      | Hofanlage                                                                                                | Breitenholz, Hauptstraße 52, Fl. 1, Flst. 198/33 (Karte)             |           |              |    |
| BW                                      | Wohnhaus                                                                                                 | Breitenholz, Hausener Straße 4-6, Fl. 1, Flste. 198/2, 198/3 (Karte) |           |              |    |

## Kaltohmfeld
| Bild                           | Bezeichnung                                                                           | Lage                                                     | Datierung | Beschreibung | ID |
| ------------------------------ | ------------------------------------------------------------------------------------- | -------------------------------------------------------- | --------- | ------------ | -- |
| weitere Bilder Fotos hochladen | Ev. Pfarrkirche „St. Johannes der Täufer“ mit künstlerischer Ausstattung und Kirchhof | Kaltohmfeld, Oberdorfstraße, Fl. 3, Flst. 78 (Karte)     |           |              |    |
| Fotos hochladen                | Torbogen mit Mauer                                                                    | Kaltohmfeld, Ecke 4, Fl. 3, Flst. 40/1 (Karte)           |           |              |    |
| weitere Bilder Fotos hochladen | Hofanlage                                                                             | Kaltohmfeld, In den Birken 1, Fl. 3, Flst. 19/3 (Karte)  |           |              |    |
| BW                             | Hofanlage                                                                             | Kaltohmfeld, Oberdorfstraße 4, Fl. 3, Flst. 19/3 (Karte) |           |              |    |
| BW                             | Wohnhaus                                                                              | Kaltohmfeld, Oberdorfstraße 14, Fl. 3, Flst. 1/1 (Karte) |           |              |    |
| BW                             | Hofanlage                                                                             | Kaltohmfeld, Talstraße 1, Fl. 3, Flst. 46/1 (Karte)      |           |              |    |
| Fotos hochladen                | Hirtenbrunnen                                                                         | Kaltohmfeld, Fl. 3, Flst. 60/31 (Karte)                  |           |              |    |

## Kirchohmfeld
| Bild                           | Bezeichnung                                                                                   | Lage                                                                  | Datierung | Beschreibung                                                          | ID |
| ------------------------------ | --------------------------------------------------------------------------------------------- | --------------------------------------------------------------------- | --------- | --------------------------------------------------------------------- | -- |
| weitere Bilder Fotos hochladen | Ev. Pfarrkirche „St. Judas Thaddäus“ mit künstlerischer Ausstattung, Kirchhof und Einfriedung | Kirchohmfeld, Kirchgasse, Fl. 6, Flst. 34 (Karte)                     |           |                                                                       |    |
| BW                             | Wohnhaus                                                                                      | Kirchohmfeld, Bodensteiner Straße 1, Fl. 6, Flst. 40/3 (Karte)        |           |                                                                       |    |
| BW                             | ehemalige Alte Schule                                                                         | Kirchohmfeld, Bodensteiner Straße 2, Fl. 6, Flst. 30 (Karte)          |           |                                                                       |    |
| BW                             | Pfarrhaus und Einfriedung                                                                     | Kirchohmfeld, Bodensteiner Straße 4, Fl. 6, Flst. 31 (Karte)          |           |                                                                       |    |
| BW                             | Wohnhaus                                                                                      | Kirchohmfeld, Bodensteiner Straße 7, Fl. 6, Flst. 37/2 (Karte)        |           |                                                                       |    |
| weitere Bilder Fotos hochladen | Denkmal für Heinrich Werner                                                                   | Kirchohmfeld, Heinrich-Werner-Straße, Fl. 6, Flst. 44 (Karte)         |           | Denkmal für den in Kirchohmfeld geborenen Komponisten Heinrich Werner |    |
| BW                             | Hofanlage                                                                                     | Kirchohmfeld, Heinrich-Werner-Straße 11, Fl. 6, Flst. 121 (Karte)     |           |                                                                       |    |
| BW                             | Wohnhaus                                                                                      | Kirchohmfeld, Talgasse 1, Fl. 6, Flst. 322/159 (Karte)                |           |                                                                       |    |
| BW                             | Wohnhaus                                                                                      | Kirchohmfeld, Talgasse 14, Fl. 6, Flst. 181/4 (Karte)                 |           |                                                                       |    |
| BW                             | Hofanlage                                                                                     | Kirchohmfeld, Zur Trift 1, Fl. 6, Flst. 298/29 (Karte)                |           |                                                                       |    |
| BW                             | Wohnhaus mit Hofpforte                                                                        | Kirchohmfeld, Weißer Weg 3, Fl. 6, Flst. 192/2, (Karte)               |           |                                                                       |    |
| weitere Bilder Fotos hochladen | ehemaliges Herrenhaus (Unterhof) der Familie von Wintzingerode mit Einfriedung                | Kirchohmfeld, Weißer Weg 14, Fl. 6, Flst. 164/5, Flst. 198/33 (Karte) |           |                                                                       |    |

## Leinefelde
| Bild                           | Bezeichnung | Lage                                                                                              | Datierung | Beschreibung                             | ID |
| ------------------------------ | --- | ------------------------------------------------------------------------------------------------- | --------- | ---------------------------------------- | -- |
| Fotos hochladen                | Denkmalensemble „Historische Altstadt Leinefelde“                                                                 | Leinefelde (Karte)                                                                                |           |                                          |    |
| weitere Bilder Fotos hochladen | übergreifende bauliche Anlagen Leinebett mit Quellen                                                              | Leinefelde, Bereich Brückenstraße/Leinestraße, Fl. 5, Flst.e 64/1, 15/2, 15/3, 15/4, 15/6 (Karte) |           |                                          |    |
| weitere Bilder Fotos hochladen | Katholische Pfarrkirche (alte Kirche) „St. Maria Magdalena“ mit künstlerischer Ausstattung und Kirchhof           | Leinefelde, Pius-Botthof-Platz, Fl. 5, Flst.e 137/2, 138 (Karte)                                  | 1733      |                                          |    |
| weitere Bilder Fotos hochladen | Kath. Pfarrkirche (neue Kirche) „St. Maria Magdalena“ mit künstlerischer Ausstattung und Kirchhof mit Bildstöcken | Leinefelde, Heiligenstädter Straße 7, Fl. 5, Flst. 426/215 (Karte)                                |           |                                          |    |
| weitere Bilder Fotos hochladen | Katholische Pfarrkirche „St. Bonifatius“ mit künstlerischer Ausstattung                                           | Leinefelde, Bonifatiusweg 2, Fl. 8, Flst. 126/3 (Karte)                                           |           |                                          |    |
| weitere Bilder Fotos hochladen | Ev. Lutherkirche mit künstlerischer Ausstattung                                                                   | Leinefelde, Bahnhofstraße 20, Fl. 4, Flst. 111/28 (Karte)                                         |           |                                          |    |
| Fotos hochladen                | katholische Wegekapelle                                                                                           | Leinefelde, Berliner Straße, Fl. 2, Flst. 38/2 (Karte)                                            |           |                                          |    |
| BW                             | Scheune | Leinefelde, Alte Mühle 8, Fl. 5, Flst. 177/28 (Karte)                                             |           |                                          |    |
| weitere Bilder Fotos hochladen | Bahnhof, Empfangsgebäude                                                                                          | Leinefelde, Conrad-Hentrich-Platz 3, Fl. 4, Flst. 6/42 (Karte)                                    |           |                                          |    |
| weitere Bilder Fotos hochladen | Wasserturm | Leinefelde, Bahnhofstraße 43, Fl. 4, Flst. 6/5 (Karte)                                            |           | Jetzt Rathaus                            |    |
| BW                             | Spritzenhaus | Leinefelde, Berliner Straße, Fl. 2, Flst. 40 (Karte)                                              | 1858      | Erbaut 1858, außer Dienst gestellt 1964. |    |
| Fotos hochladen                | Gemeindesaal | Leinefelde, Heiligenstädter Straße 1a, Fl. 5, Flst. 230/20 (Karte)                                |           | Saalbau neben dem Eichsfelder Hof        |    |
| BW                             | ehemaliges Kino                                                                                                   | Leinefelde, Mühlhäuser Chaussee 2, Fl. 5, Flst. 230/2 (Karte)                                     |           |                                          |    |
| BW                             | Wohnhaus | Leinefelde, Heiligenstädter Straße 5, Fl. 5, Flst. 439/222 (Karte)                                |           |                                          |    |
| BW                             | Wohnhaus und Scheune                                                                                              | Leinefelde, Heiligenstädter Straße 26, Fl. 5, Flst. 170 (Karte)                                   |           |                                          |    |
| BW                             | Wohn- und Geschäftshaus (ehemalige Druckerei)                                                                     | Leinefelde, J.-C.-Fuhlrott-Straße 27, Fl. 5, Flst. 376/125 (Karte)                                |           |                                          |    |
| BW                             | Wohnhaus | Leinefelde, J.-C.-Fuhlrott-Straße 38, Fl. 5, Flst. 97/2 (Karte)                                   |           |                                          |    |
| BW                             | Wohnhaus | Leinefelde, J.-C.-Fuhlrott-Straße 39, Fl. 5, Flst. 130 (Karte)                                    |           |                                          |    |
| BW                             | Wohnhaus | Leinefelde, J.-C.-Fuhlrott-Straße 41, Fl. 5, Flst. 133/2 (Karte)                                  |           |                                          |    |
| BW                             | Wohnhaus (ehemalige Musikschule)                                                                                  | Leinefelde, J.-C.-Fuhlrott-Straße 47, Fl. 5, Flst. 139/5 (Karte)                                  |           |                                          |    |
| BW                             | Gasthaus „Zur Leinequelle“ mit Torhaus und Scheune                                                                | Leinefelde, J.-C.-Fuhlrott-Straße 50, Fl. 5, Flst. 63 (Karte)                                     |           |                                          |    |
| BW                             | Wohnhaus mit Eingangspforte                                                                                       | Leinefelde, J.-C.-Fuhlrott-Straße 55, Fl. 5, Flst. 145 (Karte)                                    |           |                                          |    |
| BW                             | Hofanlage | Leinefelde, J.-C.-Fuhlrott-Straße 68/70, Fl. 5, Flst. 145/2 (Karte)                               |           |                                          |    |
| BW                             | Wohnhaus | Leinefelde, Lutherstraße 10, Fl. 4, Flst. 99/3 (Karte)                                            |           |                                          |    |
| BW                             | Wohnstallhaus | Leinefelde, Mühlgasse 4, Fl. 5, Flst. 10 (Karte)                                                  |           |                                          |    |
| BW                             | Hofanlage „Fuhlrottscher Hof“                                                                                     | Leinefelde, Ringau 1, Fl. 5, Flst. 43/3 (Karte)                                                   |           |                                          |    |
| BW                             | Hofanlage | Leinefelde, Ringau 8, Fl. 5, Flst. 37/2 (Karte)                                                   |           |                                          |    |
| BW                             | Wohnhaus | Leinefelde, Ringau 9, Fl. 5, Flst. 52 (Karte)                                                     |           |                                          |    |
| BW                             | Wohnhaus | Leinefelde, Ringau 14, Fl. 5, Flst. 31 (Karte)                                                    |           |                                          |    |
| BW                             | Wohnhaus mit Wirtschaftsgebäude                                                                                   | Leinefelde, Ringau 16, Fl. 5, Flst. 30 (Karte)                                                    |           |                                          |    |
| BW                             | Hofanlage | Leinefelde, Ringau 25, Fl. 5, Flst. 61/3 (Karte)                                                  |           |                                          |    |
| weitere Bilder Fotos hochladen | Obereichsfeldhalle                                                                                                | Leinefelde, Zentraler Platz 2, Fl., Flst. 432/48 (Karte)                                          |           |                                          |    |
| Fotos hochladen                | Grenzmeilenstein                                                                                                  | Leinefelde, Berliner Straße 49 (2), Fl. 2, Flst. 1815/97 (Karte)                                  |           |                                          |    |
| Fotos hochladen                | J.C. Fuhlrott Gedenkstein                                                                                         | Leinefelde, J.-C.-Fuhlrott-Straße (Karte)                                                         |           |                                          |    |
| Fotos hochladen                | Denkmal für Kriegsgefangene                                                                                       | Leinefelde, Lunapark, Fl. 4, Flst. 344 (Karte)                                                    |           |                                          |    |
| BW                             | Stationsweg mit Kalvarienberg und Grotte                                                                          | Leinefelde, Fl. 4, Flst.e 864/238, 951/238, 952/238, 426/215 (Karte)                              |           |                                          |    |
| BW                             | Bildstock | Leinefelde, Beurenweg, Fl. 6, Flst. 340/29 (Karte)                                                |           |                                          |    |

## Wintzingerode
| Bild                                    | Bezeichnung                                                                                  | Lage                                                              | Datierung | Beschreibung | ID |
| --------------------------------------- | -------------------------------------------------------------------------------------------- | ----------------------------------------------------------------- | --------- | ------------ | -- |
| weitere Bilder Fotos hochladen          | Evangelische Kirche „St. Katharina“ mit künstlerischer Ausstattung, Kirchhof und Einfriedung | Wintzingerode, Dorfstraße 14 (Karte)                              |           |              |    |
| BW                                      | Gemeindehaus                                                                                 | Wintzingerode, Zur Katharine 1, Fl. 4, Flst. 104/2 (Karte)        |           |              |    |
| weitere Bilder Fotos hochladen          | Burg Bodenstein                                                                              | Wintzingerode, Burgstraße 1, Fl. 12, Flst. 8/8 (Karte)            |           |              |    |
| BW                                      | ehemaliges Pfarrhaus                                                                         | Wintzingerode, Dorfstraße 18, Fl. 4, Flst. 104/1 (Karte)          |           |              |    |
| BW                                      | Wohnhaus mit Hofpforte und Einfriedung                                                       | Wintzingerode, Dorfstraße 23, Fl. 4, Flst. 69/2 (Karte)           |           |              |    |
| Fotos hochladen                         | Wohnhaus mit Hofpforte und Einfriedung                                                       | Wintzingerode, Dorfstraße 39, Fl. 4, Flst. 77 (Karte)             |           |              |    |
| BW                                      | Wohnhaus                                                                                     | Wintzingerode, Dorfstraße 41, Fl. 4, Flst. 78 (Karte)             |           |              |    |
| BW                                      | ehemaliges Gasthaus „Zum Bahnhof“                                                            | Wintzingerode, Zum Hahletal 1, Fl. 4, Flst.e 147/9, 147/8 (Karte) |           |              |    |
| weitere Bilder Fotos hochladen          | Gasthaus „Zur Linde“ mit Saal                                                                | Wintzingerode, Am Mühlenberg 25, Fl. 4, Flst. 66/2 (Karte)        |           |              |    |
| weitere Bilder Fotos hochladen          | Gruftanlage der Grafen von Wintzingerode-Bodenstein                                          | Wintzingerode, Fl. 14, Flst. 26/10 (Karte)                        |           |              |    |
| weitere Bilder Fotos hochladen          | Forsthaus Seegel der Grafen von Wintzingerode-Bodenstein                                     | Wintzingerode, Fl. 14, Flst. 26/1 (Karte)                         |           |              |    |
| Direkt Bild zu diesem Denkmal hochladen | Trafohaus                                                                                    | Wintzingerode                                                     |           |              |    |

## Worbis
| Bild                                    | Bezeichnung                                                                                  | Lage                                                             | Datierung | Beschreibung | ID |
| --------------------------------------- | -------------------------------------------------------------------------------------------- | ---------------------------------------------------------------- | --------- | ------------ | -- |
| Fotos hochladen                         | Denkmalensemble Bauliche Gesamtanlage „Historische Altstadt Worbis“                          | Worbis (Karte)                                                   |           |              |    |
| weitere Bilder Fotos hochladen          | Katholische Stadtpfarrkirche „St. Nikolaus“ mit künstlerischer Ausstattung und Kirchhof      | Worbis, Fl. 13, Flst. 129 (Karte)                                |           |              |    |
| weitere Bilder Fotos hochladen          | ehemaliges Franziskanerkloster mit künstlerischer Ausstattung                                | Worbis, Antoniusstraße 4, Fl. 13, Flst. 642/5 (Karte)            |           |              |    |
| weitere Bilder Fotos hochladen          | Klosterkirche „St. Antonius“ mit künstlerischer Ausstattung                                  | Worbis, Antoniusstraße 6, Fl. 13, Flst. 638 (Karte)              |           |              |    |
| Fotos hochladen                         | Katholische Kapelle „St. Rochus“ mit künstlerischer Ausstattung                              | Worbis, Fl. 13, Flst.e 315, 316                                  |           |              |    |
| weitere Bilder Fotos hochladen          | Katholische Kapelle „St. Maria“ auf der Hardt mit künstlerischer Ausstattung und Stationsweg | Worbis, Auf der Hardt, Fl. 6, Flst.e 4/2, 4/1 (Karte)            |           |              |    |
| weitere Bilder Fotos hochladen          | Ev. Kirche „St. Peter und Paul“ mit künstlerischer Ausstattung                               | Worbis, Krengeljägerstraße 5, Fl. 13, Flst. 23/2 (Karte)         |           |              |    |
| BW                                      | Wohnhaus                                                                                     | Worbis, Kullertreppe 6, Fl. 13, Flst. 133 (Karte)                |           |              |    |
| Fotos hochladen                         | ehemaliges Pfarrhaus                                                                         | Worbis, Krengeljägerstraße 1, Fl. 13, Flst. 23/2 (Karte)         |           |              |    |
| BW                                      | Wohnhaus                                                                                     | Worbis, Dr.-August-Hübenthal-Str. 4, Fl. 13, Flst. 108/7 (Karte) |           |              |    |
| weitere Bilder Fotos hochladen          | ehemaliges Amtshaus (Junkerhof)                                                              | Worbis, Friedensplatz 5, Fl. 13, Flst. 226/31 (Karte)            |           |              |    |
| BW                                      | Pfarrhaus                                                                                    | Worbis, Friedensplatz 7, Fl. 13, Flst. 220 (Karte)               |           |              |    |
| BW                                      | Wohnhaus und Nebengebäude                                                                    | Worbis, Lange Straße 80, Fl. 13, Flst. 106 (Karte)               |           |              |    |
| BW                                      | Wohnhaus                                                                                     | Worbis, Mägdelei 3, Fl. 13, Flst. 112 (Karte)                    |           |              |    |
| BW                                      | Wohnhaus                                                                                     | Worbis, Obertor 15, Fl. 13, Flst. 6 (Karte)                      |           |              |    |
| weitere Bilder Fotos hochladen          | ehemaliges Rentamt                                                                           | Worbis, Rossmarkt 1, Fl. 13, Flst. 18 (Karte)                    |           |              |    |
| weitere Bilder Fotos hochladen          | Museum „Gülden Creutz“                                                                       | Worbis, Rossmarkt 3, Fl. 13, Flst. 242 (Karte)                   |           |              |    |
| Fotos hochladen                         | ehemaliges Scharfrichterhaus                                                                 | Worbis, Untertor 24/25 (Karte)                                   |           |              |    |
| Direkt Bild zu diesem Denkmal hochladen | Büschlebsmühle                                                                               | Worbis, Büschlebsmühle 1                                         |           |              |    |
| Direkt Bild zu diesem Denkmal hochladen | Halbmeilenstein                                                                              | Worbis, L3080, früher B 80                                       |           |              |    |
| BW                                      | Mariensäule                                                                                  | Worbis, Elisabethstraße, Fl. 13, Flst. 578 (Karte)               |           |              |    |
| Fotos hochladen                         | Skulptur des Hl. Nepomuk                                                                     | Worbis, Friedensplatz, Fl. 13, Flst. 193/4 (Karte)               |           |              |    |
| BW                                      | Kruzifix                                                                                     | Worbis, Antoniusstraße, Fl. 13, Flst. 641 (Karte)                |           |              |    |
| BW                                      | Kruzifix                                                                                     | Worbis, Ohmbergstraße (Karte)                                    |           |              |    |
| BW                                      | Kruzifix                                                                                     | Worbis, Amtsstraße/Elisabethstraße (Karte)                       |           |              |    |
| Fotos hochladen                         | Skulptur der Hl. Elisabeth                                                                   | Worbis, Elisabethstraße (Karte)                                  |           |              |    |
| Direkt Bild zu diesem Denkmal hochladen | Skulptur Maria mit Kinde                                                                     | Worbis, Elisabethstraße                                          |           |              |    |